# 特舒雲體育會
特舒雲體育會（阿拉伯语：تشرين）是一家位於敘利亞拉塔基亞的職業足球會，成立於1947年，目前參加敘利亞超級足球聯賽。隊名中تشرين是阿拉伯語，意思是指與「十月」、「十一月」這兩個月之間的相關時間。